# هوراس تومسون كاربنتر
هوراس تومسون كاربنتر (بالإنجليزية: Horace Thompson Carpenter)‏ هو رسام أمريكي، ولد في 10 أكتوبر 1857 في مونرو في الولايات المتحدة، وتوفي في 20 مايو 1947 في Bala Cynwyd, Pennsylvania ‏ في الولايات المتحدة.